# Gladioglanis
Gladioglanis es un género de peces actinopeterigios de agua dulce, distribuidos por ríos y lagos de América del Sur.

## Especies
Existen tres especies reconocidas en este género:
- Gladioglanis anacanthus Rocha, de Oliveira y Rapp Py-Daniel, 2008
- Gladioglanis conquistador Lundberg, Bornbusch y Mago-Leccia, 1991
- Gladioglanis machadoi Ferraris y Mago-Leccia, 1989